# Esfera inscrita

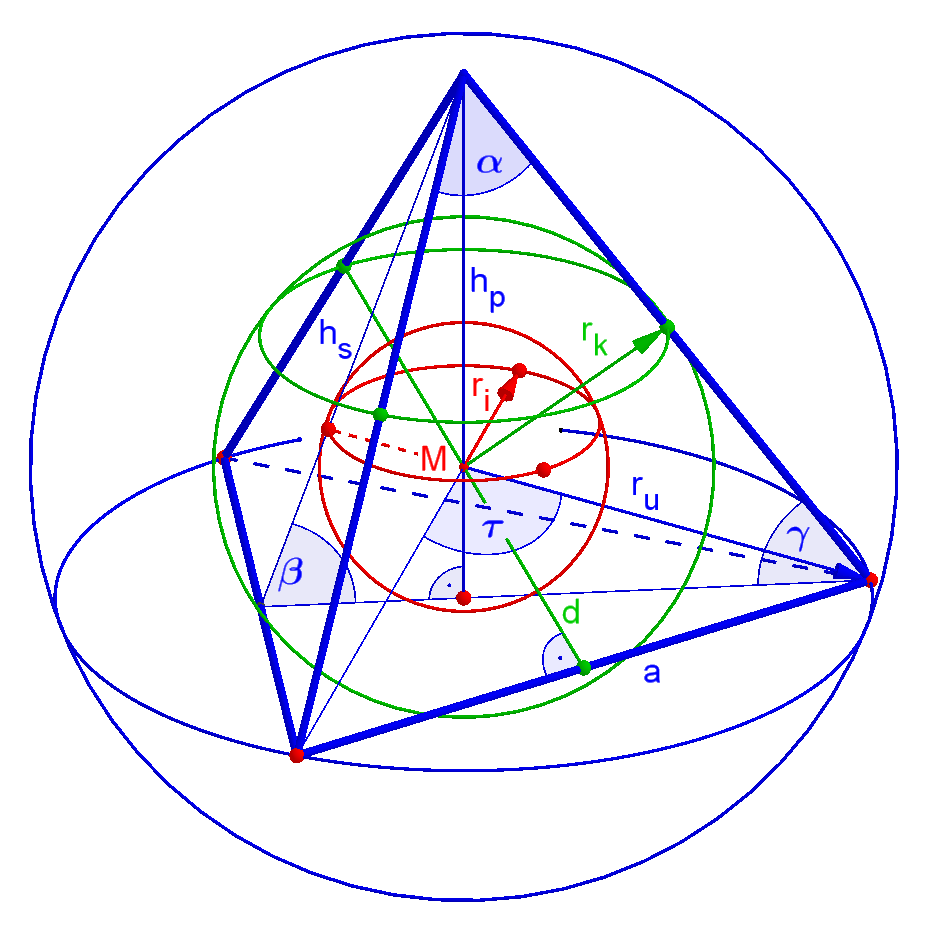
Tetraedro con la insfera en rojo (también la semiesfera en verde, la circunsfera en azul)

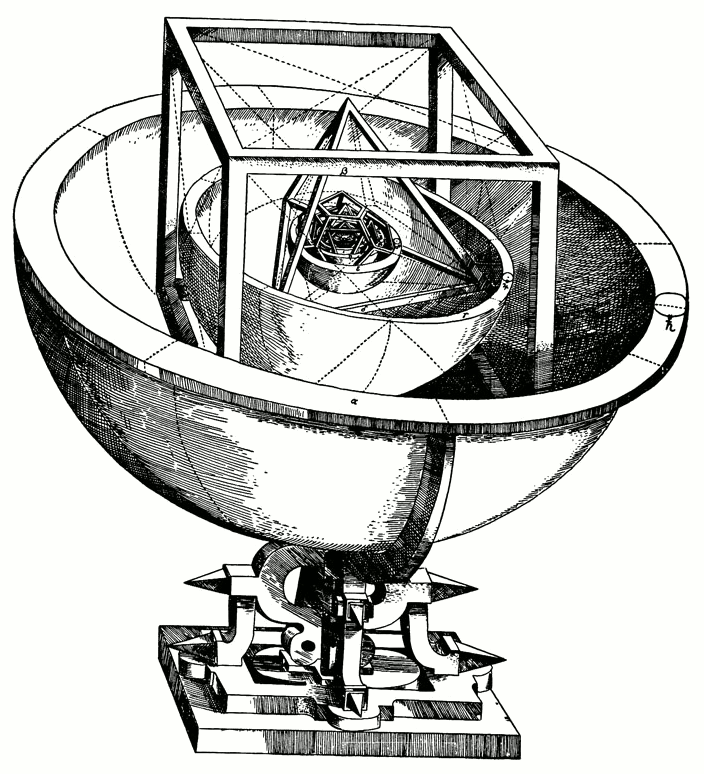
En su libro de 1597 Mysterium Cosmographicum, Kepler modeló el Sistema Solar con sus entonces conocidas órbitas de seis planetas mediante sólidos platónicos anidados, cada uno circunscrito e inscrito por una esfera.

En geometría, la esfera inscrita o insfera de un poliedro convexo es una esfera contenida en el poliedro y  tangente a cada una de sus caras. Es la mayor esfera contenida íntegramente en el poliedro, y es dual a la circunsfera del poliedro dual.
El radio de la esfera inscrita en un poliedro P se llama inradio de P.

## Interpretaciones
Todos los  poliedros regulares tienen esferas inscritas, pero la mayoría de los poliedros irregulares no tienen todas las facetas tangentes a una esfera común, aunque todavía es posible definir la esfera contenida más grande para tales formas. Para tales casos, la noción de una insfera no parece haber sido definida correctamente y se encuentran varias interpretaciones de una insfera:
- La esfera tangente a todas las caras (si existe).
- La esfera tangente a todos los planos de las caras (si existe).
- La esfera tangente a un conjunto dado de caras (si existe).
- La esfera más grande que puede caber dentro del poliedro.

A menudo estas esferas coinciden, lo que lleva a confusión sobre qué propiedades definen exactamente la insfera para los poliedros en los que no coinciden.
Por ejemplo, el pequeño dodecaedro estrellado regular tiene una esfera tangente a todas las caras, mientras que una esfera mayor puede caber dentro del poliedro. ¿Cuál es la insfera? Autoridades importantes como Coxeter o Cundy & Rollett tienen bastante claro que la esfera tangente a las caras es la insfera. De nuevo, estas autoridades están de acuerdo en que los poliedros arquimedianos (con caras regulares y vértices equivalentes) no tienen insferas, mientras que los poliedros duales arquimedianos o sólidos de Catalan sí tienen insferas. Pero muchos autores no respetan estas distinciones y asumen otras definiciones para las "esferas de inspiración" de sus poliedros.